# Estación de Casatejada
Casatejada es una estación ferroviaria situada en el municipio español de Casatejada en la provincia de Cáceres, comunidad autónoma de Extremadura. Cuenta con servicios limitados de media distancia operados por Renfe.

## Situación ferroviaria
Según Adif la estación se encuentra en el punto kilométrico 211,7 de la línea férrea 500 de la red ferroviaria española que une Madrid con Valencia de Alcántara, entre las estaciones de Navalmoral de la Mata y de Monfragüe. Este kilometraje se corresponde con el trazado clásico entre Madrid y la frontera portuguesa por Talavera de la Reina y Cáceres. El tramo es de vía única y está sin electrificar.

## Historia
La estación fue inaugurada el 1 de febrero de 1879 con la apertura al tráfico del tramo Navalmoral de la Mata-La Bazagona de la línea que pretendía conectar la capital de España con Malpartida de Plasencia buscando así un enlace con la frontera portuguesa más directo al ya existente por Badajoz. Las obras corrieron a cargo de la Compañía del Ferrocarril del Tajo. En 1880 dicha compañía pasó a ser conocida bajo las siglas MCP que aludían al trazado Madrid-Cáceres-Portugal una vez finalizadas las obras de las líneas Madrid-Malpartida, Malpartida-Cáceres y Cáceres-Frontera. A pesar de contar con este importante trazado que tenía en Madrid como cabecera a la estación de Delicias la compañía nunca gozó de buena salud financiera siendo intervenida por el Estado en 1928 quien creó para gestionarla la Compañía Nacional de los Ferrocarriles del Oeste. En 1941, con la nacionalización de la totalidad de la red ferroviaria española la estación pasó a ser gestionada por RENFE. Desde el 31 de diciembre de 2004 Renfe Operadora explota la línea mientras que Adif es la titular de las instalaciones ferroviarias. En 2006 fue ampliamente restaurada. 

## Servicios ferroviarios

### Media Distancia
En esta estación efectúan parada dos trenes al día por sentido. Así pues, desde la estación de Casatejada hay servicio directo a Cáceres, Mérida, Talavera de la Reina y Madrid entre otras ciudades.
| Línea MD | Trenes          | Origen/Destino          |  | Destino/Origen |
| -------- | --------------- | ----------------------- |  | -------------- |
| 52       | Regional Exprés | Madrid-Atocha Cercanías |  | Cáceres Mérida |